# فرودگاه خاتگال
فرودگاه خاتگال (انگلیسی: Khatgal Airport) فرودگاهی در خاتگال در استان خووسگول کشور مغولستان است. این فرودگاه دارای یک باند شنی ۱۵/۳۳ به ابعاد ۲۴۰۰ متر × ۳۰ متر (۷۸۷۴ فوت × ۹۸ فوت) است. ساختمان کوچک فرودگاه در سال‌های ۲۰۰۶/۲۰۰۷ ساخته شده است.